# امبوهیمالزا، امباوامب
امبوهیمالزا، امباوامب (به لاتین: Ambohimalaza, Ambovombe) یک سکونتگاه مسکونی در ماداگاسکار است که در آندروی واقع شده‌است.

## خصوصیات
امبوهیمالزا ۸٬۰۰۰ نفر جمعیت دارد و ۱۵۲ متر بالاتر از سطح دریا واقع شده‌است.